# Petrotel-Lukoil
Petrotel-Lukoil este una dintre cele mai mari rafinării de petrol din România.

## Istorie
Rafinăria Petrotel-Lukoil a fost fondată în anul 1904 de către Societatea Româno-Americană sub numele de Rafinăria Româno-Americană. În timpul celui de-al Doilea Război Mondial rafinăria a fost bombardată de puterile aliate în iunie 1942.
Rafinăria a fost redenumită sub numele de Rafinăria Teleajen, după numele râului ce străbate orașul Ploiești. Rafinăria Teleajen a fost preluată de compania petrolieră rusă Lukoil în anul 1998.

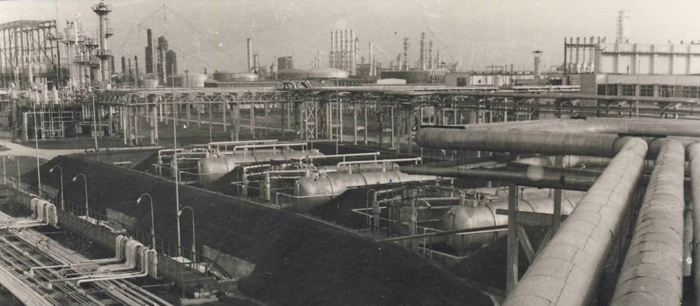
Rafinăria în perioada comunistă

A fost repornită la sfârșitul lui 2004 după un amplu program de modernizare, care a durat circa doi ani și jumătate. Lukoil a investit aproximativ 120 milioane de dolari pentru retehnologizarea rafinăriei. Platforma rafinăriei deține și o centrală electrică (CET) aflată pe platforma rafinăriei, cu o capacitate de 61 MW. Energia electrică și termică produsă de CET asigură în totalitate necesarul rafinăriei.
În anul 2006, Petrotel a rafinat 2,3 milioane de tone de țiței.
LukOil Europe Holdings BV, subsidiara înregistrată în Olanda a grupului petrolier rus, deține 94,66% din capitalul Petrotel-Lukoil SA.

## Privatizarea
La momentul privatizării, au existat temeri că rușii nu vor decât blocarea rafinăriei, în condițiile în care făceau profit în alte părți, cu scopul de a scoate România din cărțile care se jucau pentru stabilirea „drumului petrolului” dinspre spațiul ex-sovietic în Europa de Vest. Petrotel era la acel moment și singurul producător de uleiuri pentru armată.
Rafinăria Petrotel dispunea de instalații petrochimice care produceau etilenă, propilenă și polietilenă.
Aceste instalații au fost închise după ce rafinăria a fost preluată de rușii de la LukOil.

## Rezultate financiare
Număr de angajați:
- 2011: 2.500[10]
- 2005: 1.292[5]

Cifra de afaceri:
- 2010: 1,9 miliarde dolari[10]
- 2009: 1,3 miliarde dolari[10]
- 2005: 334,4 milioane lei[5]

Venit net în 2005: 12,3 milioane lei